# José Luis Escobar Alas
José Luis Escobar Alas (ur. 10 marca 1959 w San Salvadorze) – salwadorski duchowny katolicki, arcybiskup San Salvador.

## Życiorys
15 sierpnia 1982 otrzymał święcenia kapłańskie i został inkardynowany do diecezji San Vicente. Był m.in. rektorem niższego seminarium diecezjalnego (1982-1985 i 1988-1991) oraz wikariuszem generalnym diecezji (1996-2005).

### Episkopat
19 stycznia 2002 został mianowany biskupem pomocniczym diecezji San Vicente, ze stolicą tytularną Thibica. Sakry biskupiej udzielił mu 23 marca 2002 biskup José Oscar Barahona Castillo.
4 czerwca 2005 został mianowany biskupem ordynariuszem diecezji San Vicente. Ingres odbył 9 lipca 2005.
27 grudnia 2008 decyzją papieża Benedykta XVI zastąpił abpa Fernando Sáenz Lacalle na stolicy arcybiskupiej San Salvador. Diecezję objął 14 lutego 2009.
W marcu 2009 został wybrany przewodniczącym Konferencji Episkopatu Salwadoru. W latach 2016-2022 był przewodniczącym Sekretariatu Biskupów Ameryki Centralnej i Panamy.